# Phacelia stellaris
Phacelia stellaris là loài thực vật có hoa trong họ Mồ hôi. Loài này được Brand miêu tả khoa học đầu tiên năm 1913.